# Papirus 102
Papirus 102 (według numeracji Gregory-Aland), oznaczany symbolem {\displaystyle {\mathfrak {P}}^{102}} – wczesny grecki rękopis Nowego Testamentu, spisany w formie kodeksu na papirusie. Paleograficznie datowany jest na III wiek. Zawiera fragmenty Ewangelii według Mateusza.

## Opis
Zachowały się tylko fragmenty jednej karty Ewangelii według Mateusza (4,11-12.22-23). Oryginalna karta miała rozmiary 27 na 14 cm. Tekst pisany jest w 35 linijkach na stronę.
Nomina sacra pisane są skrótami.

## Tekst
Fragment jest zbyt krótki by ustalić jego przynależność tekstuologiczną.

## Historia
Rękopis prawdopodobnie powstał w Egipcie. Na liście rękopisów znalezionych w Oksyrynchos figuruje na pozycji 4402. Tekst rękopisu opublikował J. David Thomas w 1997 roku. INTF umieścił go na liście rękopisów Nowego Testamentu, w grupie papirusów, dając mu numer 102.
Rękopis datowany jest przez INTF na III wiek. Paleograficznie bliski jest dla P. Hermes 5, ale jest nieco wcześniejszy. Comfort datuje rękopis na III wiek.
Cytowany jest w krytycznych wydaniach Nowego Testamentu (NA27).
Obecnie przechowywany jest w Ashmolean Museum (P. Oxy. 4402) w Oksfordzie.